# Duma i uprzedzenie (serial telewizyjny 1995)
Duma i uprzedzenie (ang. Pride and Prejudice) – brytyjski miniserial telewizyjny z 1995 roku, zrealizowany na podstawie klasycznej powieści pod tym samym tytułem autorstwa Jane Austen. Został po raz pierwszy wyemitowany przez kanał BBC One między 24 września a 29 października 1995 roku. Łączny czas trwania sześciu odcinków wyniósł 300 minut.
Powieść wielokrotnie przenoszona była na mały i duży ekran, a sam serial był szóstą z kolei adaptacją telewizyjną produkcji BBC (wcześniejsze wersje nadawane były przez tę stację w latach 1938, 1952, 1958, 1967 oraz 1980).

## Produkcja
Zdjęcia do serialu kręcono na obszarze wielu angielskich hrabstw:
- Cheshire (Lyme Park);
- Derbyshire (Peak District, Sudbury Hall);
- Hertfordshire (Brocket Hall);
- Lincolnshire (Belton House);
- Northamptonshire (Edgcote);
- Rutland (Teigh);
- Staffordshire (Longnor);
- Wiltshire (Luckington, Lacock)[1][2].

## Nagrody
Serial zdobył nagrodę Emmy dla Dinah Collin za kostiumy w 1996 oraz był nominowany w trzech innych kategoriach. Zdobył także pięć innych nagród dla produkcji telewizyjnych.

## Twórcy serialu
- Scenariusz: Andrew Davies na podstawie powieści Jane Austen
- Reżyseria: Simon Langton
- Produkcja: Sue Birtswistle
- Kierownik produkcji: Michael Wearing
- Kostiumy: Dinah Collin
- Muzyka Carl Davis

### Obsada
- Colin Firth – Mr. Fitzwilliam Darcy
- Jennifer Ehle – Miss Elizabeth Bennet
- Adrian Lukis – Mr. George Wickham
- Alison Steadman – Mrs. Bennet
- Benjamin Whitrow – Mr. Bennet
- Susannah Harker – Miss Jane Bennet
- Julia Sawalha – Lydia Bennet
- Lucy Briers – Mary Bennet
- Polly Maberly – Kitty Bennet
- David Bamber – Mr. Collins
- Christopher Benjamin – Sir William Lucas
- Norma Streader – Lady Lucas
- Lucy Davis – Maria Lucas
- Lucy Scott – Charlotte Lucas
- Crispin Bonham-Carter – Mr. Charles Bingley
- Anna Chancellor – Miss Caroline Bingley
- Tim Wylton – Mr. Gardiner
- Joanna David – Mrs. Gardiner
- Natasha Isaacs – Alice Gardiner
- Jacob Casselden – Robert Gardiner
- Julian Erleigh – William Gardiner
- Marie-Louise Flamank – Kate Gardiner
- Barbara Leigh-Hunt – Lady Catherine de Bourgh
- Nadia Chambers – Miss Anne de Bourgh
- Emilia Fox – Georgiana Darcy
- Anthony Calf – Płk. Fitzwilliam
- Paul Moriarty – Płk. Forster
- Victoria Hamilton – Mrs. Forster
- Harriet Eastcott – Mrs. Jenkinson
- Lynn Farleigh – Mrs. Phillips
- Alexandra Howerd – Mary King
- Rupert Vansittart – Mr. Hurst
- Lucy Robinson – Mrs. Hurst
- Bridget Turner – Mrs. Reynolds
- Marlene Sidaway – Hill (pokojówka)